# Pollá Nerá
Pollá Nerá är en ort i Grekland.   Den ligger i prefekturen Nomós Imathías och regionen Mellersta Makedonien, i den norra delen av landet, 300 km norr om huvudstaden Aten. Pollá Nerá ligger 146 meter över havet och antalet invånare är 163.
Terrängen runt Pollá Nerá är kuperad västerut, men österut är den platt. Terrängen runt Pollá Nerá sluttar österut. Runt Pollá Nerá är det ganska tätbefolkat, med 104 invånare per kvadratkilometer. Närmaste större samhälle är Náousa, 9,9 km söder om Pollá Nerá. Omgivningarna runt Pollá Nerá är en mosaik av jordbruksmark och naturlig växtlighet.